# Дипенброк, Мельхиор Фердинанд Йозеф фон
Мельхиор Фердинанд Йозеф фон Дипенброк (нем. Melchior Ferdinand Joseph von Diepenbrock; 6 января 1798, Бохольт, Мюнстерское княжество-епископство — 20 января 1853, замок Йоханнесберг, Австрийская империя) — немецкий кардинал. Князь-епископ Бреслау с 21 апреля 1845 по 20 января 1853. Кардинал-священник с 30 сентября 1850.